# Geely Xingyue L
Geely Xingyue L (кит .吉利星越L ; піньїнь : Jílì xīng yuè L, що означає «зірковий хрест») — кросовер середнього розміру, вироблений компанією Geely Automobile.  На експортних ринках він продається як Geely Monjaro.
У червні 2024 року Renault Korea представила оновлену версію Xingyue L під назвою Renault Grand Koleos, яка виробляється в Південній Кореї для місцевого ринку.

## Історія

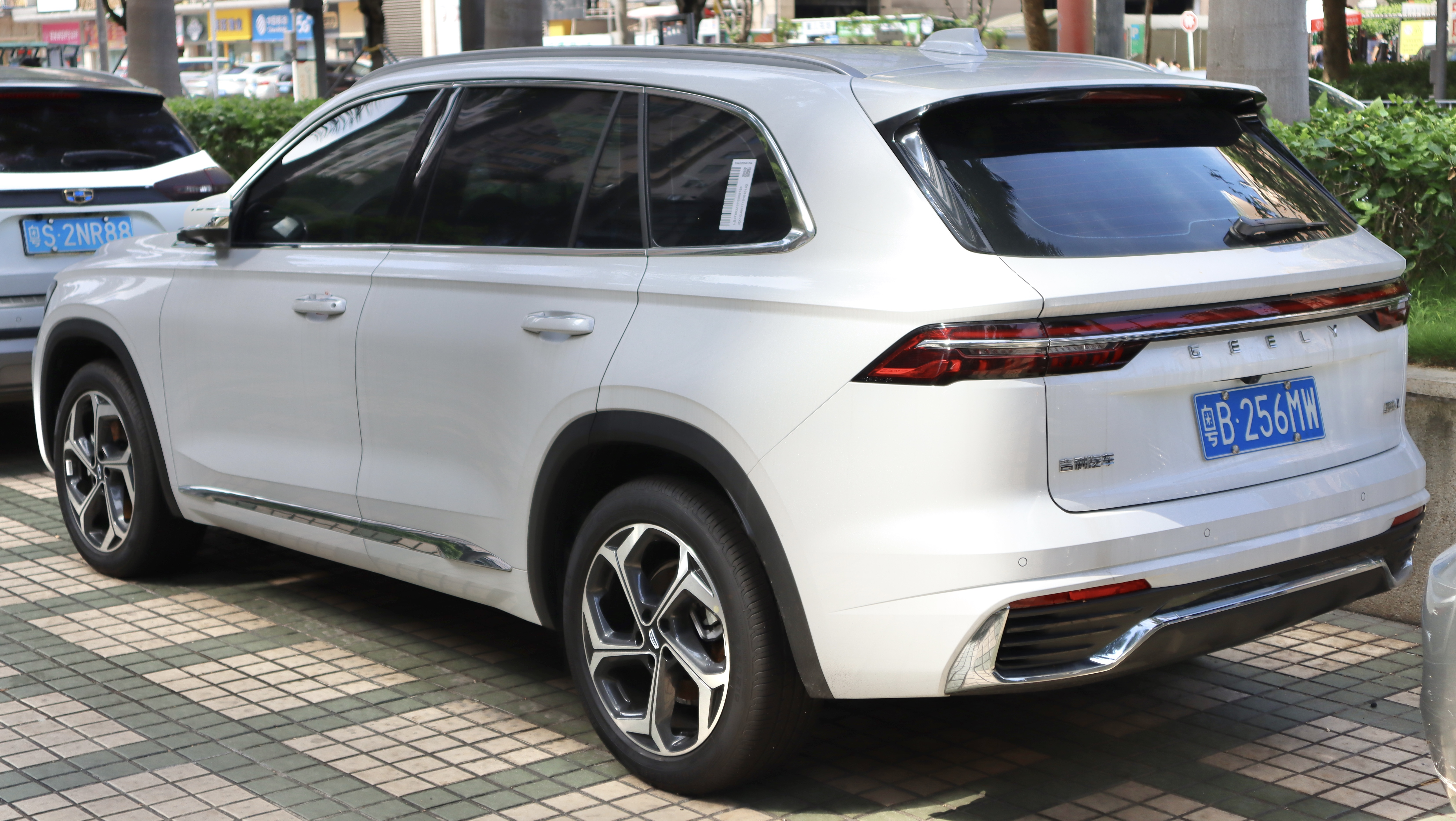
Geely Xingyue L

На етапі розробки Geely Xingyue L отримав кодову назву KX11 і був розроблений Глобальним центром дизайну Geely у Шанхаї, Китай. 

Geely Xingyue L базується на платформі CMA, яка є спільною з компактним кросовером Geely Xingyue фастбек, але є значно більшим і позиціонується як кросовер середнього розміру. Відповідно до Geely, L означає більший (更大), розкішний (豪华) і звільнений (颠覆). 

## Двигуни
Бензинові:
- 2.0 L Volvo JLH-4G20TDB turbo I4

hybrid:
- 1.5 L DHE15-ESZ turbo I3
- 1.5 L BHE15-BFZ turbo I4